# Општина Лупак
Општина Лупак (рум. Comuna Lupac) је општина у округу Караш-Северин у Румунији. Према попису из 2011. године у општини је било 2.677 становника. Седиште општине је насеље Лупак.
Oпштина се налази на надморској висини од 208 м.

## Насељена места
Општина Лупак се састоји од четири насељена места
- Лупак
- Клокотич
- Равник
- Водник

## Становништво
Према попису становништва из 2011. године у општини је живело 2.677 становника, а већину становништва су чинили Карашевци, етничка група српског говорног подручја, који се углавном декларишу као Хрвати, а мањи део као Карашевци и Срби.
| Етнички састав према попису из 2011. године‍ | Етнички састав према попису из 2011. године‍ | Етнички састав према попису из 2011. године‍ | Етнички састав према попису из 2011. године‍ | Етнички састав према попису из 2011. године‍ |
| ------------------------------------------- | ------------------------------------------- | ------------------------------------------- | ------------------------------------------- | ------------------------------------------- |
|                                             |                                             |                                             |                                             |                                             |
| Хрвати (Карашевци)                          | Хрвати (Карашевци)                          |                                             | 2.318                                       | 86,6%                                       |
| Румуни                                      | Румуни                                      |                                             | 195                                         | 7,3%                                        |
| Роми                                        | Роми                                        |                                             | 29                                          | 1,1%                                        |
| Срби                                        | Срби                                        |                                             | 6                                           | 0,2%                                        |
| Немци                                       | Немци                                       |                                             | 4                                           | 0,1%                                        |
| непознато                                   | непознато                                   |                                             | 114                                         | 4,3%                                        |